# John Howard Griffin
Pour les articles homonymes, voir Griffin.
John Howard Griffin, né le 16 juin 1920, deuxième fils au milieu de quatre enfants et mort le 9 septembre 1980 de son diabète, est un journaliste et écrivain humanitaire américain, réputé pour son combat contre les discriminations raciales dans son pays natal.
Il est surtout connu pour son ouvrage Dans la peau d'un Noir, qu'il a rédigé à la suite de son expérience de la ségrégation raciale dans le sud des États-Unis en 1959, écrit très controversé, mais qui a finalement reçu, entre autres, le prix Saturday Review Anisfield Wolf en 1962.

## Biographie
J.H. Griffin est né à Dallas Texas le 16 juin 1920. Il étudie le français et la littérature à l'Université de Poitiers, ainsi que la médecine, également en France. Il passe quelque temps avec Nadia Boulanger chez les Bénédictins à l'Abbaye de Solesmes où il étudie les effets de la musique sur la folie. Il est destiné à une carrière en psychiatrie.
Lors de la Seconde Guerre mondiale, il est rattaché au service psychiatrique d'un hôpital en France. Puis il prend part à la Résistance et va ensuite servir l'armée américaine dans le Pacifique. Il est blessé plusieurs fois. Lors d'un combat, il est atteint par un éclat d'obus qui le rend aveugle quelques mois après, et rentre alors en Europe après la guerre. Il revient ensuite vivre chez ses parents au Texas et étudie la philosophie et la théologie, jusqu'à son mariage en 1952. Il retrouve toutefois miraculeusement la vue en 1957.
Il passe ensuite six semaines dans le sud des États-Unis (en Louisiane, au Mississippi, en Alabama et en Géorgie) pour se rendre compte de la ségrégation raciale subie au quotidien par les Noirs. C'est à partir de cette expérience qu'il écrit Dans la peau d'un Noir en 1961.
Il étudie beaucoup la justice sociale et les relations sociales, politiques et économiques entre les races.

### 1961:Dans la peau d'un Noir
Préoccupé par la condition des Noirs dans le sud des États-Unis, il décide de subir un traitement associé à des rayons ultraviolets pour se brunir la peau, sous prétexte que si un Blanc voulait vraiment savoir la vérité, il n'avait d'autre choix de devenir lui-même Noir. C'est avec l'aide financière et la sympathie de son ami Georges Levitan, propriétaire de Sepia, un magazine pour Noirs, qu'il commença à mettre en œuvre son projet, sachant très bien grâce aux conseils de ses amis qu'il allait se confronter aux racailles du pays et que même les gens les plus honnêtes du pays auront peur de montrer de la sympathie pour ses idées. Il ne voulait pas changer  son nom, et se contenter de raconter à ceux qui voudraient bien l'écouter son projet.
La première étape de son périple fut la Louisiane, où, le 2 novembre 1959 il soumit son corps aux rayons ultraviolets. Cinq jours plus tard, le traitement prit fin même si les résultats n'étaient pas ceux espérés mais s'y approchaient. Il éprouva alors en voyant son visage pour la première fois un sentiment non pas de compassion ou d'attirance mais de dégoût envers ce nouveau reflet. Là, il passe quelque temps en tant que cireur de chaussures avec un ami complice et collègue de ce nouveau travail. Il y fait la connaissance de clients noirs, blancs et Latino-Américains, les noirs leur parlant d'égal à égal et les blancs comme à un meuble.
Il partit ensuite en autocar vers le Mississippi, état le plus raciste des États-Unis d'après ses compagnons de Louisiane et ceux du voyage. Ils racontent que certaines des conditions de vie au Mississippi sont, pour un homme Noir, de ne jamais regarder dans la direction d'une femme blanche, même sur une affiche, d'éviter de passer près d'une ruelle et de ne pas parler à des garçons blancs, même s'ils "vous crient après".
John Howard Griffin passe alors une nuit dans un hôtel de Mobile Street (Alabama), rue principale du quartier noir, où il est spectateur des séquelles et les traces de l'affaire Mack Parker (en), victime du lynchage racial aux États-Unis. Il y cherche alors du travail pendant plusieurs jours, toujours refusé. C'est à cet endroit qu'il commence à ressentir le mal du pays et de sa famille, et qu'il se rend compte qu'il s'est vraiment approprié le fait d'être noir et d'être victime de discriminations raciales (méfiance irraisonnée des êtres blancs, etc).
Il part ensuite à Montgomery, la capitale de l'Alabama, et y voit l'influence du révérend Martin Luther King dans la résistance pacifique à l'humiliation mise en place par les habitants de la ville. Il y reste alors le plus possible à l'abri des regards, le temps pour sa peau de retrouver sa couleur claire.
Le 28 novembre, il décide de retourner dans la société des Blancs, pour voir de l'autre point de vue la situation de Montgomery, et y reçut le même accueil des Noirs, étant Blanc, qu'il avait reçu des Blancs, étant Noir. À partir de ce moment, il mit en place un système d'alternance entre son identité d'homme Noir et d'homme Blanc.
Durant ces six semaines, John Howard Griffin est spectateur et décrit les chambres d'hôtel déplorables sans lumière, les douches à plusieurs, le ghetto vu de l'intérieur, les querelles de rues laissées dans le coin de l’œil, les voyages en autocars, les déjeuners sur le trottoir, la famine, la difficulté à trouver un travail, le non droit de vote, l'abus et l'irrespect des personnes blanches, mais aussi les quelques personnes qui ne font pas preuve de discrimination, l'entraide, le contact amical, les étudiants noirs avec l'espoir d'un jour se rendre utile à leur cause...
Il prend, le 9 décembre 1959, avec l'aide du photographe Don Rutledge, des photos la peau noire dans les rues de La Nouvelle-Orléans, posant en compagnie de personnes Noires sans connaissance de sa véritable identité et reprend ensuite définitivement sa couleur de peau naturelle et revient à Mansfield, sa ville d'origine, le 15 décembre.
Après son voyage, John Howard Griffin, revenu à sa condition de Blanc, témoigne de nombre d'interviews différentes, télévisées, du Time magazine, et publie des articles dans le magazine Sepia. Des individus blancs, ne cautionnant pas ce qu'il a fait, adressent alors des lettres et coups de téléphone de menaces et d'injures, lui adressent des menaces de mort, au commencement du le 17 mars et pendent un mannequin, moitié blanc et moitié noir, portant son nom, dans la rue principale de la ville. Mais il reçoit en majorité des lettres de soutien.

### AprèsDans la peau d'un noir
Il publie en 1961 son autobiographie Dans la peau d'un noir qui a un succès international. La version française est publiée dès l'année suivante et une version cinématographique du film est produite en 1964.
Mais son ouvrage lui cause aussi beaucoup de controverses, étant dit impropre à l'accès des enfants pour les critiques du racisme qu'il contient, et brûlé pour les plus explicites.
John Howard Griffin devient ensuite membre du Mouvement des droits civiques, aux États-Unis.

## Distinctions
Il reçoit plusieurs prix :
- Le prix Anisfield Wolf du Saturday Review en 1962
- Le prix Christian Culture Series
- Le prix du conseil national des femmes noires
- Le prix de la paix et de la liberté Prix Pacem in Terris en 1964

## Œuvres
- The Devil Rides Outside (1952)
- Nuni (1956)
- Land of the High Sky (1959)
- Black Like Me (Dans la peau d'un Noir) (1961)
- The Church and the Black Man (1969)
- A Time to be Human (1977)
- Jacques Maritain: Homage in Words and Pictures (1974) (livre photographique)
- Twelve Photographic Portraits (1973) (Livre photographique)
- A Hidden Wholeness (1970)
- The Hermitage Journals (1981)
- Follow the Ecstasy: Thomas Merton, the Hermitage Years, 1965-1968 (1983)
- Scattered Shadows: A Memoir of Blindness and Vision (2004), collection posthume d'essais autobiographiques des années 1940 et 1950
- Available Light: Exile in Mexico (2008) Textes autobiographiques sur la période ou il a écrit l'essai dans la peau d'un noir